# Mesochorus ontariensis
Mesochorus ontariensis är en stekelart som beskrevs av Dasch 1971. Mesochorus ontariensis ingår i släktet Mesochorus och familjen brokparasitsteklar. Inga underarter finns listade i Catalogue of Life.